# Psychotria eciliata
Psychotria eciliata är en måreväxtart som beskrevs av Julian Alfred Steyermark. Psychotria eciliata ingår i släktet Psychotria och familjen måreväxter. Inga underarter finns listade i Catalogue of Life.